# Бин Лейнстерский
Бин (V или VI век) — святой епископ Лейнстерский. Дни памяти — 1 января, 24 июля, 16 декабря.
Святой Бин (Bean), или Мо-Биок (Mo-Bioc), или Беок (Beoc), или Дабеок (Dabeoc), или Дабеог (Daibheog) был камбро-бретоном (en:Cambro-Briton). По одному из преданий он прибыл в Ирландию из Уэльса и жил отшельником на озере Лох Дерг (Lough Derg), Голуэй (Galway) или на озере Лох Дерг, Донегал (Donegal). 
В мартирологе Таллаха (Martyrology of Tallagh) встречается включение Aedh, Lochagerg, alias Daibheog. Латинизированная версия имени звучит Дабеок (Dabeocus) и зачастую святого именовали Бин (Beanus).
В мартирологе Донегала (Martyrology of Donegal) сообщается, что Дабеог принадлежал озеру Лох Геирг (Lough Geirg, Loch-gerc), Ольстер.
Согласно поэтическому прославлению ирландской святости св. Куммина Коннорского (Cummin of Connor)
Mobeog, the gifted, loved,
According to the Synod of the learned,
That often in bowing his head,
He plunged it under water.
Доподлинно неизвестно, был ли св. Партик знаком со св.Беоком. Однако сообщается, что во время одного из долгих всенощное бдениевсенощных бдений на острове св.Беоку и его сослужащим был явлен свет был явлен на севере яркий свет. На вопрос клирика об увиденным св. Беок ответил, что "Сам Господь, в будущем, явит в тех краях светильник веры, который яркостью своей должен чудесным образом прославить Церковь Христову. Им должен стать Колумба, сын Фейдлимида (Feidlimid), сын Фергуса, и матерью которого будет Этнея (Ethnea). Он будет силён в учении, целомудрен душой и телом, и будет он обладать дарами пророчества" .
По иным сведениям, св. Беок был епископом Уэксфорда (Wexford), Лейнстер.
Святого Бина Лейнстерского иной раз путают со св. Бином, епископом Банффским (Banff), жившем в XI веке.